# Еврейский институт религии
Еврейский институт религии (англ. Jewish Institute of Religion, сокр. JIR) — образовательное учреждение, основанное раввином Стивеном Уайзом в 1922 году в Нью-Йорке. Принадлежа к реформистскому иудаизму, институт был отделен от ранее созданного Еврейского юнион-колледжа (Hebrew Union College, образован в 1875 году). Он стремился готовить раввинов «для еврейского служения, исследований и общественной работы», и его выпускники должны были служить либо на реформистских, либо на традиционных кафедрах.

## История
Ранняя поддержка Уайза сионизма и его спор с реформаторской иерархией по «вопросу о том, будет ли кафедра свободной или не будет ли кафедра свободной, и по причине потери свободы, навсегда лишенной своей власти», привели к созданию им в Нью-Йорке Свободной синагоги в 1907 году.

Стивен Уайз

Стивен Уайз оставался президентом Еврейского института религии до 1948 года и разместил его рядом со своей Свободной синагогой на улице West 68th Street. Он надеялся, что ее выпускники создадут другие Свободные синагоги, «одушевленные тем же духом свободного исследования, теплых еврейских чувств и преданности делу социального возрождения». Еврейский институт религии с самого начала склонялся к сионизму, в отличие от Еврейского юнион-колледжа, который в то время не одобрял еврейский национализм.
В 1939 году Хелен Левинталь, дочь выдающегося раввина Нью-Йорка Израиля Левинталя, стала первой американкой, которая завершила весь курс обучения в раввинской школе и затем в Еврейском институте религии. Однако, по окончании обучения она получила только степень магистра еврейской грамоты (и сертификат, подтверждающий ее достижение), а не степень магистра еврейской грамоты с рукоположением, как мужчины, поскольку преподавательский состав тогда посчитал, что еще не пришло время для рукоположения женщин в раввины.
В связи с финансовыми затруднениями, Уайз принял предложение о слиянии Еврейского института религии с Еврейским юнион-колледжем, после того, как библейский археолог Нельсон Глюк занял пост президента колледжа. Переговоры были завершены в 1948 году, а в 1950 году оба образовательных учреждения объединились с именем Еврейский юнион-колледж — Еврейский институт религии (Hebrew Union College — Jewish Institute of Religion).